# Bakay György
Bakay György (Hódmezővásárhely, 1900. július 18. – Hódmezővásárhely, 1980. szeptember 11.) magyar orvos. Testvére, Bakay Lajos (1880–1959) sebész volt.

## Életpályája
Szülei: Dr. Bakay Lajos és Endrey Sarolta voltak. Középiskolai tanulmányait a hódmezővásárhelyi református gimnáziumban végezte el 1918-ban. Ezután Pozsonyban teljesített katonai szolgálatot. 1926-ban a Pázmány Péter Tudományegyetemen általános orvosi diplomát kapott. 1926–1927 között a hódmezővásárhelyi Erzsébet Közkórház röntgen és kórszövettani osztályán dolgozott. 1927–1928 között a belgyógyászati osztályon volt orvos. 1928–1930 között a Ferenc József Tudományegyetem Sebészeti Klinika munkatársa volt. 1939–1941 között Losoncon, 1941–1944 között Désen kórházigazgató főorvosként tevékenykedett. 1944-ben a németek a kórházzal együtt nyugatra vitték. 1945-ben amerikai hadifogságba esett. 1945–1946 között a müncheni UNRRA Kórház orvosa volt. 1946-ban visszatért Hódmezővásárhelyre. 1946-tól a Hódmezővásárhelyi Városi Kórház és a csárpateleki tanyavilág körzeti orvosaként dolgozott. 1975-ben nyugdíjba vonult.
Hamvai a hódmezővásárhelyi római katolikus temetőben nyugszanak.